# Marsal (Tarn)
Marsalkorábbi község Franciaország Okcitánia régiójában, Tarn megyében. Lakosainak száma 273 fő (2013). Marsal Cambon, Crespinet, Saint-Grégoire, Saint-Juéry, Sérénac, Villefranche-d’Albigeois és Bellegarde községekkel határos.
2016. január 1-jén Bellegarde korábbi községgel egyesült és az így létrejött Bellegarde-Marsal új község része lett.

## Népesség
A település népességének változása:
| Lakosok száma | 155  | 158  | 172  | 191  | 217  | 225  | 280  | 273  |
|               | 1962 | 1968 | 1975 | 1982 | 1990 | 1999 | 2008 | 2013 |